# Wladimir Aliwerowitsch Naslymow
Wladimir Aliwerowitsch Naslymow (russisch Владимир Аливерович Назлымов; * 1. November 1945 in Machatschkala, Dagestan) ist ein ehemaliger sowjetischer Säbelfechter und dreifacher Olympiasieger tatarischer Nationalität.
In seiner Jugend trainierte er mit der Fechtmannschaft von ZSKA Moskau. In der Roten Armee erreichte er den Rang eines Obersts.
Er nahm 1968 mit der sowjetischen Säbelmannschaft an den Olympischen Spielen in Mexiko-Stadt teil und gewann dort die Goldmedaille. Diesen Erfolg mit der Mannschaft konnte er 1976 und 1980 wiederholen. 1972 in München wurde er mit der Mannschaft Zweiter. 
Auch in den Einzelwettkämpfen war er sehr erfolgreich. Nachdem er in Mexiko-Stadt den Einzelwettkampf noch als Vierter abgeschlossen hatte, gewann er in München die Bronzemedaille und in Montreal Silber. 1980 in Moskau wurde er Achter. 
Naslymow nahm auch an zahlreichen Weltmeisterschaften teil und ist zehnfacher Fechtweltmeister. 
Nach seiner aktiven Fechtkarriere war er viele Jahre als Trainer aktiv. Er betreute das sowjetische Militär-Fecht-Team von 1976 bis 1990. 1991 zog Naslymow mit seiner Familie in die Vereinigten Staaten und trainierte dort unter anderem das US-Nationalteam von 1994 bis 1999. 1999 ging er zur Ohio State University, wo er ein sehr erfolgreiches Fechtprogramm aufbaute. 
In Columbus, Ohio, gründete er den Fechtclub Fencing Alliance of Ohio.